# Bataille de La Chambaudière
Guerre de Vendée
Batailles
La bataille de La Chambaudière  a lieu le 17 juillet 1794 lors de la guerre de Vendée. Elle s'achève par la victoire des républicains qui s'emparent de la ville de Legé, puis repoussent une contre-attaque des Vendéens.

## Prélude
En juillet 1794, le général républicain Jean-Baptiste Huché organise une expédition avec quatre colonnes pour prendre la ville de Legé,. Le 16 juillet, trois colonnes se mettent en mouvement pour attaquer la ville : à l'ouest la colonne de l'adjudant-général Aubertin, sortie de Machecoul, et la colonne de l'adjudant-général Chadau, sortie de Challans, font leur jonction au camp de Fréligné, tandis que la colonne de l'adjudant-général Levasseur arrive par le nord, depuis le camp de La Rouillère,. Huché vient lui-même se mettre à la tête de la quatrième colonne, alors sous les ordres du général Ferrand, et sort de Montaigu le 17 juillet pour se déployer à Rocheservière,. Le même jour, les colonnes d'Aubertin, Chadau et Levasseur arrivent à Legé.

## Forces en présence
Selon le rapport du général Huché, l'armée vendéenne est forte de 3 000 hommes. Cependant d'après Lucas de La Championnière et Le Bouvier-Desmortiers, Charette n'a avec lui qu'environ 1 500 combattants lors de cet affrontement. Pour l'historien Lionel Dumarcet, ce nombre paraît cependant peu élevé d'autant que la participation de Bertrand Poirier de Beauvais à cette affaire laisse supposer la présence d'un contingent d'Angevins. Lucas de La Championnière estime également à 4 000 les forces des républicains. Huché n'indique pas les effectifs de ses troupes dans son rapport. Selon une lettre du général Crouzat au général Vimeux, datée du 19 juillet, la colonne commandée par l'adjudant-général Levasseur est forte de 400 hommes. Pour Lionel Dumarcet, les républicains sont probablement entre 3 000 et 4 000.

## Déroulement
À Legé, les colonnes républicaines se heurtent à une résistance de la part des Vendéens, mais elles emportent la ville à cinq heures du soir. L'armée de Charette arrive une heure plus tard par la route de Palluau et trouve l'avant-garde républicaine déjà installée sur les hauteurs de la Chambaudière, au sud de Legé.
Menée par Delaunay et Guérin, l'avant-garde vendéenne se jette aussitôt sur les positions républicaines. Cependant l'engagement de quelques cavaliers suffit à faire reculer les Vendéens, et leur attaque est repoussée.
Charette arrive alors avec le reste de ses troupes pour tenter un deuxième assaut,,. Cependant sa cavalerie, située à l'arrière-garde de son armée, doit se mouvoir sur des chemins étroits, et ne peut se déployer pleinement.
Le gros des troupes républicaines sort également de Legé pour se déployer en ordre de bataille. À la vue de leur nombre, les Vendéens perdent courage et se replient sans grand dommage sur le bocage, où les républicains n'osent pas les poursuivre. Les combats s'achèvent à la tombée de la nuit et Charette se replie sur La Roche-sur-Yon.
Depuis Montaigu, Huché se lance à la poursuite des Vendéens, mais ses troupes commettent surtout des massacres et des incendies jusqu'à Palluau,. Selon le témoignage de Pierre Blanconnier, guide de la colonne, plus de 500 personnes sont tuées « dans les champs et leurs maisons ». Le village de La Bésilière, ancien quartier-général de Charette, est incendié et 50 à 60 hommes et femmes qui y sont trouvés sont tués,.

## Pertes
Selon le rapport de Huché, les pertes républicaines sont de deux officiers tués et de 15 blessés, tandis que les « brigands » ont laissé entre 60 et 80 hommes sur le champ de bataille,,.
Dans ses mémoires, le chef vendéen Lucas de La Championnière affirme pour sa part que les forces royalistes ne déplorent la perte que de « quelques braves ». Bertrand Poirier de Beauvais écrit également que « cette bataille perdue nous coûta peu de monde ».
Le chef vendéen Delaunay est blessé d'une balle à la poitrine alors que, totalement ivre selon Lucas de La Championnière, il narguait les troupes républicaines « comme un hussard ». Il est cependant rétabli au bout d'un mois. Davy-Desnaurois, le major en second de l'armée, est grièvement blessé et ne prend plus par la suite une part active aux combats.